# Natalie (sitio web)
Natalie (ナタリー Natarī?) es un sitio web de entretenimiento y noticias japonés fundado el 1 de febrero de 2007. Es operado por la corporación Natasha, Inc. El nombre del sitio web surgió debido al título de la canción Nathalie, del cantante Julio Iglesias.
El sitio web provee noticias para varios portales japoneses y redes sociales como GREE, Livedoor, Mixi y Yahoo! Japan. Su cuenta de Twitter es la tercera con más seguidores de sitios multimedia de Japón.

## Historia
La compañía Natasha, Inc. es una proveedora de contenido fundada en diciembre de 2004; tras convertirse en una compañía limitada en febrero de 2007 abre un nuevo sitio web llamado Natalie, dedicado especialmente a noticias de la industria de la música, contando con actualizaciones diarias. Con un crecimiento rápido, el sitio incluyó una nueva sección llamada Comic Natalie en diciembre de 2008, un apartado para hablar de manga, el anime y eventos relacionados con la industria.
El fundador y director de Natasha, Inc. es Takuya Oyama, quien también es editor en jefe de la sección de música de Natalie; desde 2014 Natasha, Inc. y sus servicios como Natalie son subsidiarias de la kabushiki kaisha llamada KDDI. De acuerdo al sitio IT Media News, la información que presenta Natalie en sus noticias es amplia y detallada pero que la mayoría de sus lectores solo dan un vistazo al contenido completo.

## Gestión
El fundador y director representante de Natasha, Inc. es Takuya Ōyama. También es editor jefe del sitio web de noticias musicales.
Desde 2008, el director de la junta y editor jefe de Comic Natalie era Gen Karaki, quien también tocó el bajo para artistas como Speed, Ram Rider, Haruko Momoi y Nana Katase.
Desde 2014, Natasha es una filial de KDDI.